# Ajdar Kumisbiekow
Ajdar Nurabiekowicz Kumisbiekow (oryg. Айдар Нурабекович Кумисбеков; ur. 9 lutego 1979) – kazachski piłkarz, od 2008 roku grający w klubie Żetysu Tałdykorgan. Występuje na pozycji obrońcy. W reprezentacji Kazachstanu zadebiutował w 2000 roku. Do tej pory rozegrał w niej 9 meczów.